# Campionati italiani assoluti di scherma del 1953
I Campionati italiani assoluti di scherma del 1953 sono stati organizzati dalla Federazione Italiana Scherma.
Nel fioretto, si sono aggiudicati i titoli dei campionati italiani Renzo Nostini e Irene Camber, entrambi alla loro prima affermazione.
Il titolo della spada è andato per la sesta volta a Dario Mangiarotti.
Nella sciabola Roberto Ferrari ha vinto il suo secondo titolo dopo quello del 1950.
Nei campionati italiani a squadre maschili il Circolo Scherma Fides ha vinto nel fioretto, mentre il CUS Torino ha vinto nella spada; per entrambe le società si è trattato del primo titolo di specialità. Nella sciabola c'è stato il successo del Circolo Spada Venezia, che ha bissato il titolo del 1950.
Il campionato italiano di fioretto a squadre femminile è andato per la quarta volta alla Ginnastica Triestina.

## Podi

### Uomini
| Specialità  | Oro                     | Argento | Bronzo |
| Individuali |                         |         |        |
| Fioretto    | Renzo Nostini           | -       | -      |
| Spada       | Dario Mangiarotti       | -       | -      |
| Sciabola    | Roberto Ferrari         | -       | -      |
| A squadre   |                         |         |        |
| Fioretto    | Circolo Scherma Fides - | -       | -      |
| Spada       | CUS Torino -            | -       | -      |
| Sciabola    | Circolo Spada Venezia - | -       | -      |

### Donne
| Specialità  | Oro                    | Argento | Bronzo |
| Individuali |                        |         |        |
| Fioretto    | Irene Camber           | -       | -      |
| A squadre   |                        |         |        |
| Fioretto    | Ginnastica Triestina - | -       | -      |